# Pothisarat II
Koning Somdetch Brhat-Anya Chao Bandita Buddhisa Raja Sri Sadhana Kanayudha, beter bekend onder de naam Pothisarat II, volgde koning Uponyuvarat I op als vierentwintigste koning van Lan Xang in 1623.
Hij werd geboren in 1552 en was een zoon van koning Sensulinthara. Omdat zijn vader niet afstamde van de koninklijke lijn had hij in de opvattingen van de inwoners geen koninklijk bloed. Toch werd hij door de nobelen uitgeroepen tot nieuwe koning. Zijn heerschappij zou maar kort duren, hij stierf namelijk in 1627. Hij werd opgevolgd door koning Mom Keo in 1627.
Voor zover bekend had hij geen kinderen.